# Strzelnica (Kościerzyna)
Strzelnica – północno-zachodnia część Kościerzyny, rozpościerająca się w rejonie ulicy Strzelnica aż po rezerwat przyrody Strzelnica.